# Elizabeth Coello
Elizabeth Cristina Coello Otero (Punto Fijo, 23 de junio de 1993) es una  modelo y reina de belleza venezolana representante del estado Vargas en el Miss Venezuela 2015 donde fue segunda finalista. Adicionalmente participó en Miss NorOccidental 2014 y ganó el concurso Ciudad del Viento Model 2014.

## Biografía y carrera
Elizabeth es una joven modelo oriunda de la ciudad de Punto Fijo ubicado en la Península de Paraguaná al occidente de Venezuela. Coello incursionó desde muy temprana edad en el modelaje, y en el año 2014 ganó Ciudad del Viento Model, un relevante concurso de modelaje en su ciudad natal. Es estudiante de Técnico en Relación Industrial en el Instituto Universitario de Tecnología Antonio José de Sucre de Punto Fijo.

## Trayectoria como modelo

### Miss NorOccidental 2014
Elizabeth Coello, en su primer intento de ingresar a las filas del Miss Venezuela, concursó en el certamen Miss NorOccidental el cual es una franquicia de la Organización Miss Venezuela perteneciente a la instructora de pasarela de dicha organización, Giselle Reyes, y que escoge aspirantes de los estados Zulia y Falcón rumbo al Miss Venezuela. La final del concurso se realizó en la ciudad de Maracaibo y participaron 37 candidatas, donde Elizabeth recibió la banda de Miss Simpatía. El concurso finalizó con la selección de ocho candidatas las cuales fueron a participar en La Magia de ser Miss, Coello no quedó seleccionada entre estas finalistas.

### Miss Venezuela 2015
Luego de participar en Miss NorOccidental en 2014, Coello intenta ingresar nuevamente a las filas del Miss Venezuela, en esta ocasión mediante el acostumbrado casting realizado en la Quinta Miss Venezuela en Caracas. Elizabeth quedó inicialmente preseleccionada en un grupo de alrededor de 200 aspirantes, y posteriormente en el primer episodio del reality La Magia de ser Miss quedó seleccionada entre las 24 candidatas oficiales rumbo al Miss Venezuela 2015. La joven modelo fue durante el Miss Venezuela, centro de señalamientos de medios que apuntan a su parecido físico a la socialité Kim Kardashian.
Coello finalmente, durante la presentación a la presa recibió la banda del estado Vargas, a pesar de ser oriunda de Falcón. Es la segunda mujer oriunda de Punto Fijo en representar al estado Vargas, la primera fue Patricia Zavala, en 2009.
El 8 de octubre de 2015 se adjudica como segunda finalista del certamen Miss Venezuela, solo superada por las representantes de Yaracuy, Amazonas, Trujllo y la eventual ganadora Mariam Habach, de Lara.